# Utetheisa
Utetheisa is een geslacht van vlinders uit de familie van de spinneruilen (Erebidae) en de onderfamilie van de beervlinders (Arctiinae).

## Soorten
- Utetheisa abraxoides (Walker, 1862)
- Utetheisa aegrotum (Swinhoe, 1892)
- Utetheisa albilinea de Vos, 2007
- Utetheisa albipuncta (Druce, 1888)
  - Utetheisa albipuncta zoilides (Prout, 1920)
- Utetheisa amboina de Vos, 2007
- Utetheisa amhara Jordan, 1939
- Utetheisa amosa (Swinhoe, 1903)
- Utetheisa ampatica de Vos, 2007
- Utetheisa antennata Swinhoe, 1893
- Utetheisa aruensis de Vos, 2007
- Utetheisa assamica de Vos, 2007
- Utetheisa balinensis de Vos, 2007
- Utetheisa bella (Linnaeus, 1758)
- Utetheisa bouruana (Swinhoe, 1917)
- Utetheisa ceramensis de Vos, 2007
- Utetheisa clareae Robinson, 1971
- Utetheisa connerorum
- Utetheisa cruentata (Butler, 1881)
- Utetheisa devriesi Hayes, 1975
- Utetheisa disrupta (Butler, 1887)
  - Utetheisa disrupta burica (Holland, 1900)
- Utetheisa distincta (Swinhoe, 1903) (syn: Utetheisa sangira (Swinhoe, 1903))
- Utetheisa diva (Mabille, 1879)
- Utetheisa dorsifumata Prout, 1919
- Utetheisa elata (Fabricius, 1798)
  - Utetheisa elata fatela Jordan, 1939
  - Utetheisa elata fatua Heyn, 1906
- Utetheisa externa (Swinhoe, 1917)
- Utetheisa flavothoracica de Vos, 2007
- Utetheisa fractifascia (Wileman, 1911)
- Utetheisa frosti (Prout, 1918)
- Utetheisa galapagensis Wallengren, 1860
- Utetheisa guttulosa (Walker, 1864)
- Utetheisa henrii
- Utetheisa inconstans (Butler, 1880) (syn: Utetheisa okinawensis (Inoue, 1982))
- Utetheisa indica Roepke, 1941
- Utetheisa lactea (Butler, 1884)
  - Utetheisa lactea aldabrensis Fletcher, 1910
- Utetheisa latifascia (Hopffer, 1874)
- Utetheisa leucospilota (Moore, 1877)
- Utetheisa limbata (Roepke, 1949)
- Utetheisa lotrix (Cramer, 1779)
- Utetheisa maddisoni Robinson & Robinson, 1980
- Utetheisa mendax de Vos, 2007
- Utetheisa menoni Bhattacherjee & Gupta, 1969
- Utetheisa nivea de Vos, 2007
- Utetheisa nova Smith, 1910
- Utetheisa ornatrix Linnaeus, 1758
- Utetheisa pala (Röber, 1891)
- Utetheisa pectinata
- Utetheisa pellex (Linnaeus, 1758)
- Utetheisa perryi Hayes, 1975
- Utetheisa pulchella (Linnaeus, 1758)
- Utetheisa pulchelloides Hampson, 1907
- Utetheisa salomonis Rothschild, 1910
- Utetheisa selecta (Walker, 1854)
- Utetheisa semara Moore, 1860
- Utetheisa separata (Walker, 1864)
- Utetheisa shiba Bhattacherjee & Gupta, 1969
- Utetheisa shyama Bhattacherjee & Gupta, 1969
- Utetheisa specularis (Walker, 1856) (syn: Utetheisa macklotti (Vollenhoven, 1863))
  - Utetheisa specularis extendens de Vos, 2007
  - Utetheisa specularis oroya (Swinhoe, 1903)
- Utetheisa sumatrana Rothschild, 1910
- Utetheisa sumatrana Rothschild, 1910
- Utetheisa timorensis (Roepke, 1954)
- Utetheisa transiens (Jurriaanse et Lindemans, 1919)
- Utetheisa vandenberghi (Nieuwenhuis, 1948)
- Utetheisa varians (Walker, 1854)
- Utetheisa variolosa (Felder & Rogenhofer, [1869] 1874)
- Utetheisa vollenhovii (Snellen, 1890)
- Utetheisa watubela de Vos, 2007
- Utetheisa witti de Vos, 2007
- Utetheisa ypsilon de Vos, 2007